# Asimilación forzosa

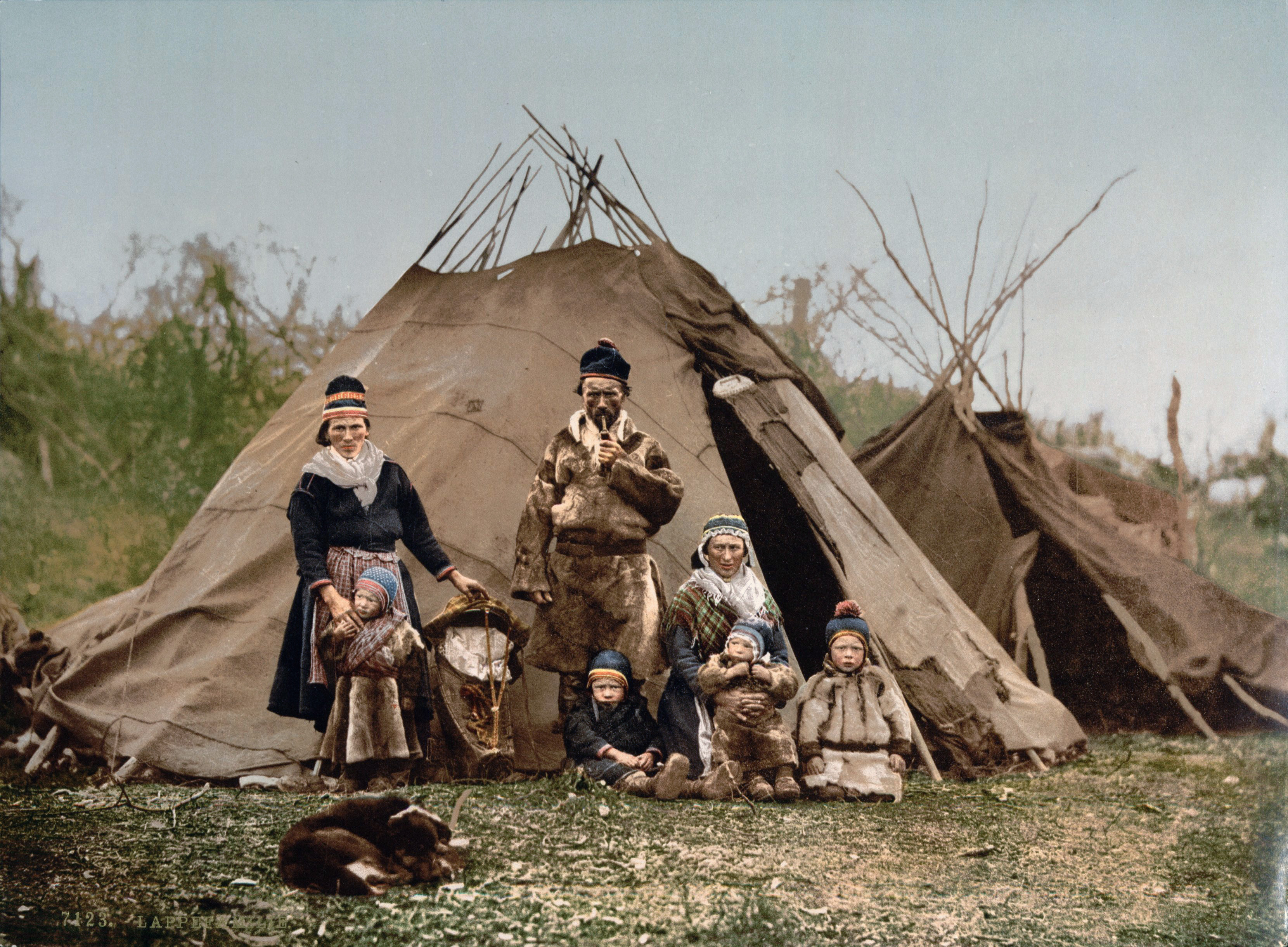
Una familia Samis en Noruega alrededor de 1900.

La asimilación forzosa es el proceso involuntario de asimilación cultural de minorías religiosas o étnicas durante el cual se ven obligados a adoptar el idioma, identidad, normas, costumbres, tradiciones, valores, mentalidad, percepciones, el modo de vida y, a menudo, la religión y la ideología de comunidad establecida y generalmente más grande que pertenece a la cultura dominante por parte del gobierno. También la aplicación de un nuevo idioma en la legislación, educación, literatura y el culto cuenta como asimilación forzada. A diferencia de la limpieza étnica, la población local no es completamente destruida y puede o no verse obligada a abandonar un área determinada. En cambio, la población se asimila por la fuerza. A menudo se ha utilizado después de que un área haya cambiado de nacionalidad, a menudo después de una guerra. Algunos ejemplos son la asimilación forzada tanto alemana como francesa de las provincias de Alsacia y (al menos parte de) Lorena, y algunas décadas después de las conquistas suecas de las provincias danesas de Escania, Blekinge y Halland, la población local fue sometida a la asimilación forzada, o incluso la asimilación forzada de los chinos étnicos de Bangkok por parte del gobierno de Siam desde la Primera Guerra Mundial hasta la revuelta de 1973. También se le conoce como genocidio cultural y etnocidio.

## Étnica
Si un estado pone un extremo énfasis en una identidad nacional homogénea, puede recurrir, especialmente en el caso de minorías originadas por enemigos históricos, a medidas duras e incluso extremas, para 'exterminar' a la cultura minoritaria, a veces hasta el punto de considerar como única alternativa su eliminación física (expulsión o genocidio).
Los estados, basados principalmente en la idea de la nación, percibían la presencia de minorías étnicas o lingüísticas como un peligro para su propia integridad territorial . De hecho, las minorías pueden reclamar su propia independencia o reincorporarse a su propia patria. La consecuencia fue el debilitamiento o la desaparición de varias minorías étnicas. migraciones forzosas tuvieron lugar después de ambas guerras mundiales .
La segunda mitad del siglo XIX y la primera mitad del siglo XX vieron el surgimiento del nacionalismo . Anteriormente, un país estaba formado en gran parte por los pueblos que vivían en la tierra que estaba bajo el dominio de un gobernante en particular. Así, a medida que los principados y reinos crecían a través de la conquista y el matrimonio, un gobernante podía terminar con pueblos de diferentes etnias bajo su dominio. Esto también reflejó la larga historia de migraciones de diferentes tribus y pueblos a través de Europa.
El concepto de nacionalismo se basaba en la idea de un "pueblo" que compartía un vínculo común a través de la raza, la religión, el idioma y la cultura . Además, el nacionalismo afirmaba que cada "pueblo" tenía derecho a su propia nación. Gran parte de la historia europea de la segunda mitad del siglo XIX y la primera del siglo XX puede entenderse como esfuerzos para realinear las fronteras nacionales con este concepto de "un pueblo, una nación". Tales escenas también ocurrieron en Japón y Corea, ya que los dos países se declararon a sí mismos como un país de una sola nación, las minorías étnicas tuvieron que ocultar su identidad nacional durante siglos, resultando muchas veces en asimilación, como los ainus y los riukiuanes en Japón, los inmigrantes de Goguryeo, Balhae y los pueblos tunguses en Corea. Asimismo, Tailandia trató de asimilar a sus numerosos inmigrantes chinos concediéndoles la ciudadanía tailandesa solo si renunciaban a toda lealtad a China, aprendían a hablar tailandés, cambiaban sus nombres y enviaban a sus hijos a escuelas tailandesas. Muchos conflictos surgen cuando una nación afirma los derechos territoriales a la tierra fuera de sus fronteras sobre la base de un vínculo común con las personas que viven en esa tierra. (Ejemplo: derechos territoriales organizados por Rusia para la provincia separatista georgiana de Osetia del Sur a Osetia del Norte) Otra fuente de conflicto surge cuando un grupo de personas que constituye una minoría en una nación buscaba separarse de la nación para formar un país independiente o unirse a otra nación con la que sintieran vínculos más fuertes. Otra fuente más de conflicto era el deseo de algunas naciones de expulsar a personas del territorio dentro de sus fronteras sobre la base de que esas personas no compartían un vínculo común con la mayoría de las personas que vivían en esa nación.[cita requerida]
Es útil contrastar las migraciones masivas y la expulsión forzada de alemanes étnicos fuera de Europa del Este con otras transferencias de población masivas, como el intercambio de poblaciones entre Grecia y Turquía, y los intercambios de población que ocurrieron después de la Partición de la India. En todos los casos, los expulsados sufrieron bastante.[cita requerida]
En los Estados Unidos, durante la gran guerra, el gobierno estadounidense quemó la mayoría de los libros en alemán. Prohibió el uso del alemán en lugares públicos y renombró muchos lugares que anteriormente tenían nombres en alemán con palabras que suenan más a inglés. La asimilación forzada fue un gran éxito. Antes de eso, la comunidad germano-estadounidense en general se había negado a la asimilación y conservaba sus tradiciones alemanas, como tomar cerveza los domingos. El alemán también era el idioma principal en muchas partes del país.
En Estados Unidos y Canadá, se ha practicado la asimilación forzada contra los pueblos indígenas a través del sistema de escuelas residenciales y los internados indios. La misma asimilación también fue enfrentada por los pueblos de habla francesa y española que poblaban Estados Unidos y Canadá, a través de prohibiciones lingüísticas, violencia y prejuicios extremos por parte de los anglohablantes durante el siglo XX.
Al menos un millón de miembros de la minoría musulmana uigur de China han sido detenidos en campos de detención masiva en Sinkiang, denominados "campos de reeducación", destinados a cambiar el pensamiento político de los detenidos, sus identidades y creencias religiosas.
En diciembre de 2017, Reuters informó que "los vecinos de Ucrania tienen derecho a criticar una nueva ley ucraniana que prohíbe que las escuelas enseñen en lenguas minoritarias más allá del nivel de la escuela primaria, dijo un importante organismo europeo de vigilancia de derechos humanos".
A partir de 2019, la enseñanza en idioma ruso se interrumpirá gradualmente en los colegios y universidades privadas letonas, así como la instrucción general en las escuelas secundarias públicas letonas. El Representante Permanente de la Federación Rusa ante la Organización para la Seguridad y la Cooperación en Europa, Alexánder Lukashévich, ha denunciado la reforma como una "política discriminatoria con el objetivo de asimilar forzosamente de la población rusohablante".
En Hungría, los gitanos se vieron obligados a asimilarse a la sociedad húngara. Los gitanos son conocidos por su falta de educación, desempleo y falta de asimilación en la sociedad debido a su miedo a los payos.

## Religiosa
La asimilación también incluye la conversión (a menudo forzosa) o la secularización de miembros de una minoría religiosa.
A lo largo de la Edad Media y hasta mediados del siglo XIX, la mayoría de los judíos en Europa se vieron obligados a vivir en pequeñas ciudades (shtetls) y se les prohibió ingresar a universidades o profesiones de alto nivel. Véase también Cristianismo en Pakistán para temas contemporáneos.
Durante el genocidio camboyano, los musulmanes cham fueron perseguidos por el régimen de los jemeres rojos, primero mediante tácticas de asimilación y luego mediante la violencia directa.

## Nacional
Cuando nuevos inmigrantes ingresan a un país, existe una tensión a medida que se adaptan a nuevas personas y entornos para encajar, mientras se aferran a su cultura original. Aquí, los estudios muestran que los habitantes nativos a menudo esperan la asimilación, especialmente de inmigrantes vistos negativamente. Además, la presión de asimilación parece ser particularmente pronunciada hacia la segunda generación de estos inmigrantes.